# 卡彭特 (特拉華州)
卡彭特（英語：Carpenter）是位於美國特拉華州紐卡斯爾縣的一個非建制地區。該地的面積和人口皆未知。

## 地理
卡彭特的座標為39°49′06″N 75°27′52″W / 39.81833°N 75.46444°W，而該地的平均海拔高度為46米（即151英尺）。